# Лесовое (Киевская область)
Лесовое (укр. Лісове, до 2016 г. — Чапаево) — село, входит в Полесский район Киевской области Украины.
Население по переписи 2001 года составляло 31 человек. Почтовый индекс — 07053. Телефонный код — 4592. Занимает площадь 4 км². Код КОАТУУ — 3223556103.

## Местный совет
07053, Київська обл.. Поліський р-н, смт Красятичі, вул. Жовтнева, 84